# Letana rufonotata
Letana rufonotata är en insektsart som först beskrevs av Jean Guillaume Audinet Serville 1838.  Letana rufonotata ingår i släktet Letana och familjen vårtbitare. Inga underarter finns listade i Catalogue of Life.